# Keltner Channel

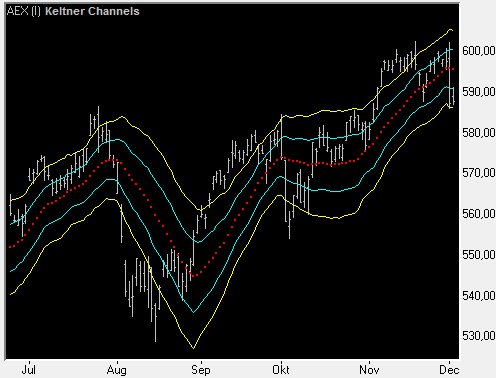
Dubbel Keltner Channel van Linda Raschke

De Keltner Channel is een indicator bedacht door Chester Keltner. De indicator bestaat uit banden die worden berekend uit een voortschrijdend gemiddelde, waarbij de Typical Price (TP), vermenigvuldigd met een te kiezen factor, zowel wordt opgeteld als afgetrokken van het gemiddelde (de MA middenlijn van het kanaal). Er bestaan verschillende varianten van de Keltner Channel. In plaats van de TP kan de indicator ook berekend worden met de Average True Range (ATR). Afhankelijk van het verloop van de TP of ATR wordt het trendkanaal dus ruimer of smaller. Vaak wordt er gebruik gemaakt van twee Keltner Channels, met instellingen voor de bandfactoren van respectievelijk 1 en 2. 
Een groot deel van de koersbewegingen vinden plaats tussen de –1 en +1 grenzen van de Keltner Channels. Als de koers buiten deze grenzen komt en naar de –2 of +2 grens toe beweegt, dan bestaat er een kans dat de koers op een gegeven moment weer terug naar het midden van het kanaal beweegt. Dit principe heet reversion to the mean. 
De Keltner Channel indicator vertoont overeenkomsten met de Bollinger Bands, welke worden berekend met de standaarddeviatie.

## Berekening
Er zijn verschillende varianten in omloop van de berekening. De originele berekening van Chester Keltner gaat als volgt:
Eerst worden het simpel voortschrijdend gemiddelde berekend met periode 10: de MA(10).
Dan de Typical Price:
{\displaystyle Typical\ Price\ (TP)={hoog+laag+slot \over 3}}
Deze Typical Price wordt ook weer gemiddeld over een periode van 10: de ATP(10)
De Keltner Channel wordt nu berekend uit: 
- Band1 = MA - Band Factor * ATP
- Band2 = MA + Band Factor * ATP

### Variant
De door Linda Raschke gemodificeerde berekening van de Keltner Channel verloopt als volgt. Eerst wordt de Exponentiële Moving Average berekend met periode 20: EMA(20). Dan de Average True Range: de ATR. De Keltner Channel wordt nu berekend uit: 
- Band1 = EMA - Band Factor * ATR
- Band2 = EMA + Band Factor * ATR